# Liste der Monuments historiques in Chelles (Oise)
Die Liste der Monuments historiques in Chelles (Oise) führt die Monuments historiques in der französischen Gemeinde Chelles auf.

## Liste der Bauwerke
| Bezeichnung      | Beschreibung | Standort | Kennzeichnung | Schutzstatus | Datum | Bild           |
| ---------------- | ------------ | -------- | ------------- | ------------ | ----- | -------------- |
| Kirche St-Martin |              | (Lage)   | PA00114588    | Classé       | 1862  | weitere Bilder |

## Liste der Objekte
| Bezeichnung | Beschreibung                                                           | Standort                       | Kennzeichnung | Schutzstatus | Datum | Bild |
| ----------- | ---------------------------------------------------------------------- | ------------------------------ | ------------- | ------------ | ----- | ---- |
| Retabel     | Eichenholz, polychrom gefasst und vergoldet, Ende des 16. Jahrhunderts | in der Kirche St-Martin (Lage) | PM60000515    | Classé       | 1925  |      |
| Tabernakel  | Holz, polychrom gefasst, 16./17. Jahrhundert                           | in der Kirche St-Martin (Lage) | PM60005361    | Inscrit      | 2018  |      |
| Tabernakel  | Holz, polychrom gefasst, 16./17. Jahrhundert                           | in der Kirche St-Martin (Lage) | PM60005325    | Inscrit      | 2018  |      |